# Micrurus stuarti
Micrurus stuarti är en ormart som beskrevs av Roze 1967. Micrurus stuarti ingår i släktet korallormar, och familjen giftsnokar. Inga underarter finns listade i Catalogue of Life.
Denna orm förekommer i bergstrakter i södra Guatemala. Exemplar hittades vid cirka 1350 meter över havet. Habitatet utgörs av molnskogar och andra fuktiga skogar. Ibland besöker Micrurus stuarti kaffeodlingar. Individerna gräver i lövskiktet och i det översta jordlagret. Arten har ett giftigt bett. Honor lägger ägg.
För beståndet är inga hot kända men utbredningsområdet är endast 80 km² stort. Micrurus stuarti har bra anpassningsförmåga. IUCN listar arten som livskraftig (LC).